# Sardinie a Korsika

Provincie Sardinie a Korsika jako součást Římské říše (rok 125 n. l.)

Sardinie a Korsika (latinsky Provincia Sardinia et Corsica, řecky Έπαρχία Σαρδηνίας και Κορσικής) byla antická římská provincie zahrnující ostrovy Sardinii a Korsiku.
V roce 238 př. n. l. se Kartáginci vzdali Korsiky a Sardinie a z těchto ostrovů se stala římská provincie. Římu toto území patřilo po 694 let, až v roce 455 je obsadili Vandalové.